# جوان بلاك
جوان بلاك (بالإنجليزية: Joanne Black)‏ هي عارضة أيرلندية، ولدت في 25 أكتوبر 1974 في Cavan ‏ في جمهورية أيرلندا.